# Божковка (хутір)
Божковка — хутір, адміністративний центр Божковського сільського поселення Красносулинського району Ростовської області.
Населення - 1166 осіб (2010 рік).

## Історія
Засновано у 1787 році козацьким осавулом Степаном Бобриковим на правому березі неспокійної річки Лиха. Ним оселено кілька десятків сімей українських кріпаків: сімейства Онищенко, Бочко, Павленко, Чернови, нащадки яких досі живуть на хуторі.
На початку XIX сторіччя Степан Бобриков, видав свою дочку в шлюб з поміщиком Божковим і надав їй поселення у посаг. З цього часу, за переказами, й став маленький хутірець в донський степу називатися Божківкою. Трохи пізніше на протилежному лівому березі Лихої стали оселитися бідні козаки, що уподобали тут мальовничі місця та родючі землі. По імені одного з перших переселенців діда Трифона й став називатися в народі новий хутір Трифонівкою.

## Географія
Розташований у заплаві річки Лиха при злитті двох маленьких річечок Обухівка й Шляхова у 62-х кілометрах на північний схід від Крсаного Сулина. 

### Вулиці
| - вул. Берегова, - вул. Зарічна, - вул. Червоноармійська, - вул. Кутузова, - вул. Московська, - вул. Жовтнева, | - вул. Підгірна, - вул. Подтелкова, - вул. Раєвського, - вул. Садова, - вул. Радянська, - вул. Соціалістична, | - пров. Зелений, - пров. Колодязний, - пров. Обухівський, - пров. Піонерський, - пров. Тополевий. |